# Nadjib Ghoul
Nadjib Ghoul (en arabe : نجيب غول) est un footballeur algérien né le 12 septembre 1985 à El-Harrach dans la wilaya d'Alger. Il évolue au poste de gardien de but à l'USM El Harrach.

## Biographie
Le 7 août 2011, Ghoul signe un contrat de deux ans en faveur du NA Hussein Dey.

## Palmarès
| ES Sétif - Championnat d'Algérie (1) : - Champion : 2012-13. - Supercoupe d'Algérie : - Finaliste : 2013. |  | USM Bel Abbès - Coupe d'Algérie (1) : - Vainqueur : 2017-18. - Supercoupe d'Algérie (1) : - Vainqueur : 2018. |